# Радіонов Іван Степанович
Іван Степанович Радіонов (нар. 14 червня 1946, с. Котів, Бережанський район, Тернопільська область, Україна) — український поет, педагог, громадський діяч. Автор книги «Чекаю на понеділок» (Житомир, 2025), що зібрала його поезію, пісенні тексти, прозові фрагменти та великі щоденникові записи, створені протягом кількох десятиліть.

## Біографія
Народився в селянській родині на Тернопільщині. Закінчив Бережанську школу-інтернат із золотою медаллю (1964), Кременецький педінститут (1968). Працював учителем фізики в Чорній Тисі на Закарпатті, служив у радянській армії (демобілізований у званні молодшого лейтенанта 1969 року).
Протягом багатьох років працював учителем і завучем Саранчуківської школи на Бережанщині. Заснував драматичний гурток «Ровесник», був ініціатором проведення сільських свят, відновлення фестин і традиційних обрядів. Один із засновників і перший голова Бережанського районного осередку Товариства української мови ім. Тараса Шевченка (1989).

## Творчість
У 2025 році вийшла друком книга «Чекаю на понеділок» (348 с.), яка стала найповнішим зібранням його творів. До збірки увійшли вірші різних років (від 1960-х до 2020-х), гумористичні пісні, любовна лірика, присвяти друзям і колегам, автобіографічні нариси й великі щоденникові записи.
Книга структурована за тематичними розділами:
- «О, школо рідна!» — поезії про шкільні роки й учителювання
- «Кохання чари милі» — інтимна лірика
- «На життєвих перехрестях» — філософські роздуми
- «Вітання і присвяти» — тексти для друзів, учнів і колег
- «Сторінки щоденника» — автобіографічні спогади
- «Подорож до Франції», «Дорогами єднання» — репортажно-есеїстичні тексти
- «Віхи “Просвіти”» — про громадську діяльність
- «Хроніка національного відродження села Саранчуки» — нариси з історії культурного відродження на Тернопільщині

Багато текстів мають точні дати створення від 1960-х років до 2024-го. В останніх віршах звучать теми сучасної війни в Україні, заклики до єдності та боротьби з окупантами.

## Стиль і тематика
Поезія Радіонова вирізняється щирістю, доступною народною мовою, любов’ю до рідного краю. Багато віршів створені спеціально для шкільних свят, весіль, зустрічей із друзями. У його творчості поєднуються гумор і сатира («Заповіт курсанта», «Привіт із курсів»), інтимна лірика, педагогічна публіцистика та громадянська поезія.
Значне місце займають пісенні тексти для родинних подій і колективних свят. Вірші часто є присвятами друзям, учням, колегам, близьким людям.
Щоденникові та прозові фрагменти відкривають автора як чесного літописця власного життя — з описами шкільних років, армії, педагогічної праці, особистих переживань і сумнівів.

## Подорож до Франції та зіткнення світів
Особливо цінним розділом книги є «Подорож до Франції» — великий щоденниковий запис про поїздку до Західної Європи в радянський час. Цей текст є важливим документом, що передає погляд простої радянської людини, сільського вчителя, який уперше опинився за «залізною завісою».
Враження Радіонова докладні та чесні. Він описує чисті й доглянуті вулиці французьких міст, привітність людей, достаток і комфорт, що різко контрастують із радянською бідністю й дефіцитом. Зізнається, що важко звикнути до іншого стилю життя, але водночас захоплюється культурою, організованістю, працьовитістю західного суспільства.
Ці тексти мають історичну цінність для розуміння того, як радянська людина сприймала Захід без офіційної пропаганди, уперше замислюючись про спільне людське й відкидаючи образ ворога, нав’язаний ідеологією. Вони відверто показують моральні роздуми та внутрішні зміни свідомості.

## Історична цінність записів
Щоденникові розділи книги — важливе свідчення епохи. Вони дозволяють краще зрозуміти повсякденне життя, світогляд і моральні дилеми людини, яка виростала в радянській системі інтернатів, служила в армії, працювала вчителем у селі — і при цьому зберігала здатність мислити критично, бути чесною з собою та відкритою до нового.
Ця книга є джерелом для істориків, літературознавців і всіх, хто прагне відчути, як жили й думали звичайні люди в українських селах другої половини ХХ століття.

## Видання
- Радіонов І. Чекаю на понеділок: Вірші, проза. — Житомир: ФОП Євенок Олексій Олексійович, 2025. — 348 с. : іл.